# Expediția Kon-Tiki (roman)
Expediția Kon-Tiki (în norvegiană Kon-Tiki ekspedisjonen) este un roman memorialistic de aventură scris în 1948 de antropologul, arheologul și navigatorul norvegian Thor Heyerdahl, în care își relatează expediția maritimă cu pluta Kon-Tiki de-a lungul Pacificului din 1947. Cartea a cunoscut un succes mondial pe baza căruia Thor Heyerdahl a lansat un documentar alb-negru eponim de aproximativ o oră de asemenea în anul 1950. Totodată, o ecranizare a acestei cărți a fost lansată în anul 2012, ecranizare în care au jucat actori scandinavi în regia lui Joachim Rønning și a lui Espen Sandberg.

## Rezumat
Împreună cu cinci camarazi scandinavi (patru norvegieni și unul suedez, mai precis Herman Watzinger, Erik Hesselberg, Knut Haugland, Torstein Raaby, respectiv Bengt Danielsson) precum și un papagal sud-american pe nume Lorita și un crab pe nume Johannes, Thor Heyerdahl a efectuat o expediție maritimă între Callao (Peru) din America de Sud și arhipelagul polinezian Tuamotu de-a lungul Oceanului Pacific pe o plută cu numele de Kon-Tiki (denumită pe baza unui nume mai vechi al zeului soare legendar al incașilor, Viracocha, ca și după cel al polinezienilor, Tiki). Prin această expediție maritimă, navigatorul norvegian Thor Heyerdahl dorea să dovedească faptul că populațiile de pe continentul americandin puteau să navigheze până în Polinezia precum și faptul că strămoșii polinezienilor se trag dintr-o anumită populație nativ americană de pe teritoriul țării Peru de astăzi. Pe lângă plută propriu-zisă, echipajul a mai dispus de o barcă pneumatică (rubber dinghy în engleză) pe care au folosit-o pentru a face fotografii sau a filma pluta de balsa pe parcursul călătoriei.
În acest scop, expediția a folosit tehnicile de navigație care puteau fi cunoscute în epoca civilizației incașe: pluta era confecționată din trunchiuri din lemn de balsa, aflate din abundență în această regiune a Americii de Sud; pluta era propulsată de o velă, dar curentul Humboldt care o deplasa spre vest către insulele polineziene a jucat un rol major.
Călătoria de 6.000 km a durat trei luni și jumătate și a fost un succes; momentul cel mai periculos a fost naufragierea acestei ambarcațiuni nemanevrabile pe o insulă pustie (mai precis un atol) din arhipelagul Tuamotu (insulă botezată ulterior de echipaj Kon-Tiki), Polinezia Franceză apărată de o barieră de corali (barieră cunoscută sub numele de reciful Raroia) bătută de valuri puternice din cauza curentului oceanic.
Deși succesul acestei călătorii a dovedit că polinezienii ar fi putut să vină dinspre est, de pe continentul american, această teză este astăzi contestată de către comunitatea științifică (dat fiind faptul că teoria standard este cea conform căreia strămoșii polinezienilor au migrat, de fapt, din Taiwanul de astăzi înspre est către Polinezia cu mii de ani în urmă). Cu toate acestea, teoria lui Thor Heyerdahl s-a dovedit ulterior parțial corectă din punctul de vedere al contactului transoceanic între civilizațiile Oceanului Pacific (i.e. cea incașă din America de Sud cu cea polineziană insulară).

## În cultura populară
Pluta Kon-Tiki apare ilustrată în videoclipul cântecului Bones of Saints de artistul englez Robert Plant (ex-Led Zeppelin).

## Traduceri în limba română
- Expediția Kon-Tiki: cu pluta pe Oceanul Pacific (Ed. Științifică, București, 1958), 243 p., [10] f. pl. il. - traducere de Șerban Andronescu
- Expediția Kon-Tiki: cu pluta pe Oceanul Pacific (Ed. Științifică, București, 1968), 223 p.+12 f.pl. - traducere de Șerban Andronescu
- Kon-Tiki cu pluta pe Oceanul Pacific, Editura All, 272 pagini, ISBN: 9789737246820, 2013 - traducerea de Ioana S. Avădanei